# Кривська сільська рада (Росія)
Кривська́ сільська рада (рос. Кривской сельский совет) — сільське поселення у складі Далматовського району Курганської області Росії.
Адміністративний центр — село Кривське.
Населення сільського поселення становить 706 осіб (2017; 868 у 2010, 1308 у 2002).

## Склад
До складу сільського поселення входять:
| Населений пункт        | Населення, осіб (2002) | Населення, осіб (2010) |
| ---------------------- | ---------------------- | ---------------------- |
| Біле, присілок         | 92                     | 67                     |
| Великий Атяж, присілок | 20                     | 0                      |
| Великий Беркут, село   | 134                    | 56                     |
| Кривське, село         | 771                    | 570                    |
| Ларіна, присілок       | 4                      | 0                      |
| Малий Атяж, присілок   | 66                     | 46                     |
| Потаніна, присілок     | 197                    | 120                    |
| Спицина, присілок      | 24                     | 9                      |